# 마이크 불만
마이크 불만(독일어: Maik Bullmann, 1967년 4월 25일~)은 독일의 은퇴한 레슬링 선수이다. 1992년 하계 올림픽 남자 그레코로만형 라이트헤비급에서 금메달, 1996년 하계 올림픽 그레코로만형 라이트헤비급 동메달을 획득했다. 또한 세계 선수권 대회에서 금메달 3개를 포함하여 메달 5개, 유럽 선수권 대회에서 금메달 1개를 포함하여 메달 5개를 획득했다. 
2006년 국제 레슬링 연맹 명예의 전당에 헌액되었다.